# Serjania confertiflora
Serjania confertiflora är en kinesträdsväxtart som beskrevs av Ludwig Radlkofer. Serjania confertiflora ingår i släktet Serjania och familjen kinesträdsväxter. Inga underarter finns listade i Catalogue of Life.